# Suore del Cuore Immacolato di Maria (Nagasaki)
Le suore del Cuore Immacolato di Maria (in inglese Sisters of the Immaculate Heart of Mary) sono un istituto religioso femminile di diritto pontificio: le suore di questa congregazione pospongono al loro nome la sigla I.C.M.

## Storia

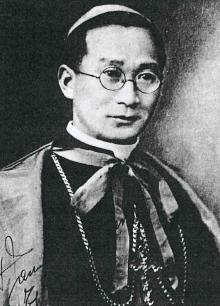
Gennaro Hayasaka, fondatore della congregazione

L'istituto fu fondato da Gennaro Hayasaka (1883-1959), vescovo di Nagasaki e primo vescovo nativo del Giappone: desiderando dare inizio a una congregazione di religiose insegnanti giapponesi, reclutò due candidate (Esumi Yasu e Oizumi Katsumi) e le inviò per un anno in Francia per compiere il noviziato.
La congregazione fu canonicamente eretta con decreto emesso da Hayasaka il 9 giugno 1934.

## Attività e diffusione
Le suore si dedicano all'istruzione e all'educazione cristiana della gioventù in scuole di vario grado e collegi e all'apostolato in campo caritaivo.
La sede generalizia è a Nagasaki.
Alla fine del 2008 la congregazione contava 332 religiose in 37 case.